# Protentomon supernumerarium
Protentomon supernumerarium är en urinsektsart som beskrevs av Sören Ludvig Paul Tuxen 1977. Protentomon supernumerarium ingår i släktet Protentomon och familjen Protentomidae. Inga underarter finns listade i Catalogue of Life.